# Белер (Флорида)
Белер (енгл. Belleair) град је у америчкој савезној држави Флорида. По попису становништва из 2010. у њему је живело 3.869 становника.

## Демографија
Према попису становништва из 2010. у граду је живело 3.869 становника, што је 198 (4,9%) становника мање него 2000. године.
| Група             | 2000.         | 2010.         |
| Белци             | 3.915 (96,3%) | 3.618 (93,5%) |
| Афроамериканци    | 6 (0,1%)      | 31 (0,8%)     |
| Азијати           | 16 (0,4%)     | 62 (1,6%)     |
| Хиспаноамериканци | 103 (2,5%)    | 126 (3,3%)    |
| Укупно            | 4.067         | 3.869         |